# Факультетский переулок
Факульте́тский переу́лок — улица в районе Сокол Северного административного округа города Москвы.

## Положение улицы
Факультетский переулок расположен между улицей Константина Царёва и Дубосековской улицей. Нумерация домов начинается от Дубосековской улицы.

## История
Улица появилась в конце XIX века в составе посёлка Коптевские Выселки. Название посёлка объяснялось тем, что там проживали переселенцы из сельца Коптево. В то время назывался Большой Коптевский проезд. В 1917 году посёлок вошёл в состав Москвы, проезд становится Большим Коптевским переулком. В 1930-е годы здесь было построено несколько зданий студенческого городка Московского авиационного института. В 1967 году переименован в Факультетский переулок.

## Здания и сооружения
По нечётной стороне:
По чётной стороне:
- № 6 — Жилой комплекс «Вертикаль»
- № 8 — Детский сад МАИ № 331
- № 10 — Студенческая поликлиника МАИ № 44
- № 12 — Учебно-Производственное Предприятие №7 Всероссийского Общества Слепых

## Транспорт

### Наземный транспорт
Маршруты общественного транспорта через переулок не проходят. Поблизости расположены остановки «Авиационный и Пищевой институты» и «Улица Панфилова» автобусов е30, е30к, м1, 88, 175, 356, 412, т70; «Улица Панфилова» трамваев 6, 15, 23 и 28, «Станция Стрешнево» и «Улица Константина Царёва, 12» , 23, 30, 31 маршрутов.

### Ближайшие станции метро
- Войковская

### Железнодорожный транспорт
- Стрешнево (МЦК)
- Стрешнево (платформа, Рижское направление)